# Tandvård

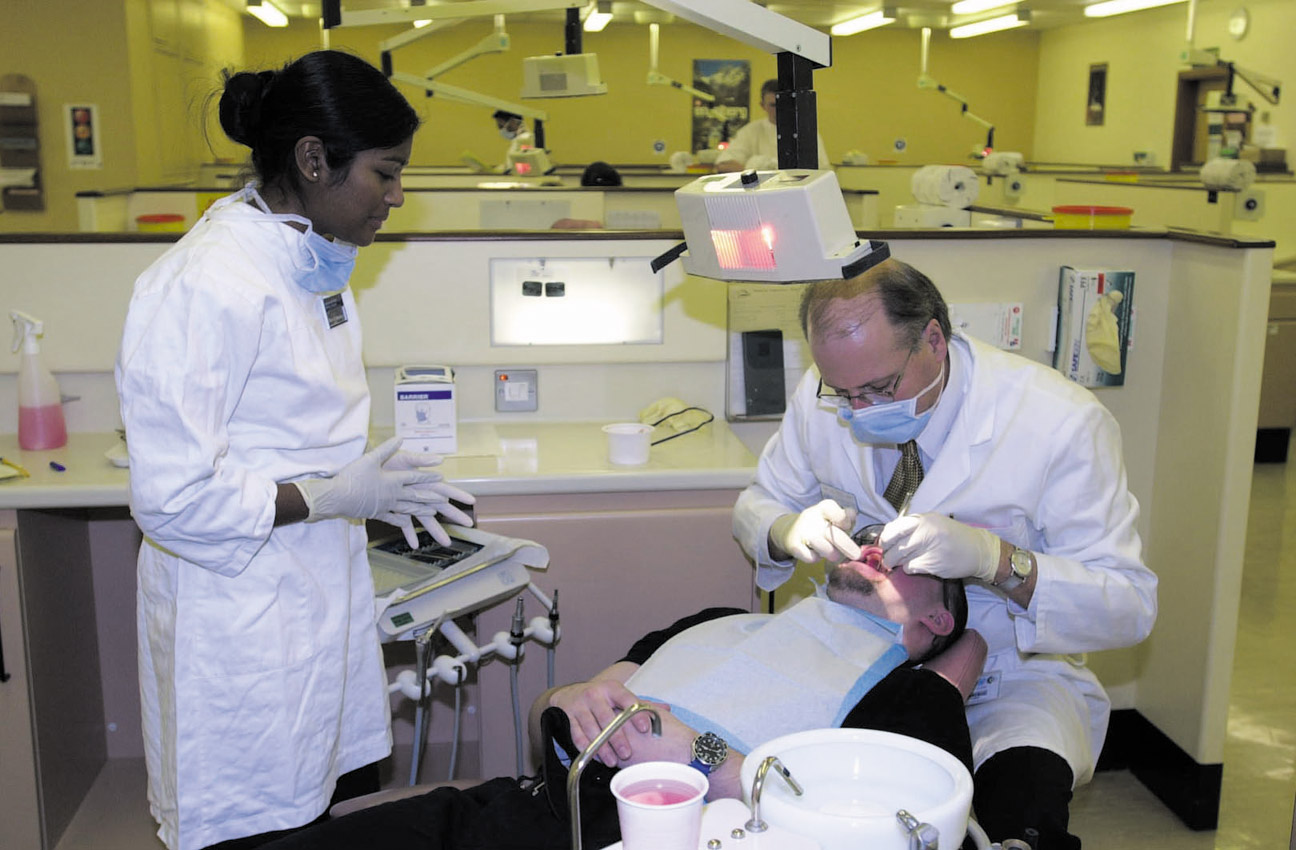
Pågående tandläkaroperation.

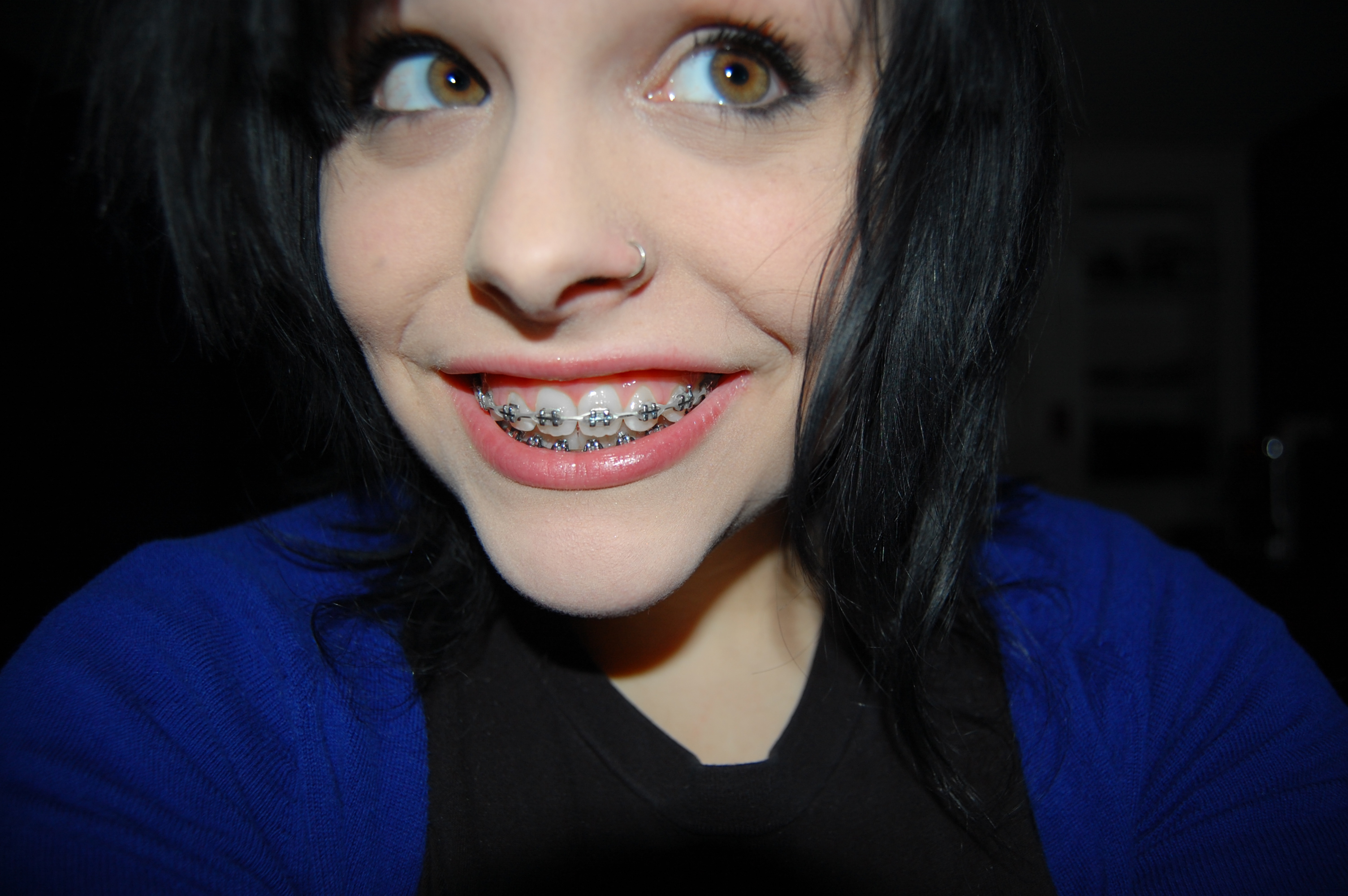
Tandställning, en tandvårdsbehandling med ortodontiskt syfte (att rättställa tänderna).

Tandvård är klinisk behandling av tänder, munhåla och käksystem (tuggapparaten inklusive käkleder). Målet med tandvård är att förhindra komplikationer som tandförfall och tandköttssjukdom och för att bibehålla allmän hälsa i munnen.
Inom odontologi ("läran om tänder") finns olika specialistgrenar. Förekommande yrkesgrupper inom allmäntandvården är: tandläkare, tandhygienist och tandsköterska. Dessutom finns tandtekniker som arbetar på tandteknisk laboratorium och färdigställer kronor, proteser och broar, så kallade bryggor, enligt anvisning från tandläkare. Tandvård kan vara profylaktisk, kurerande eller palliativ. 

## Odontologi
Odontologi är läran om tänderna och deras sjukdomar. Den kliniska verksamheten som bygger på olika odontologiska specialiteter beskrivs med samlingsbegreppet tandvård. Inom odontologi ingår diagnostik, behandling och prevention av tillstånd i munhålan och angränsande områden som är involverade i dess funktion: tänder, benvävnad, bindväv, körtlar, slemhinna, muskler, blodkärl och nerver. Det finns ett tiotal odontologiska yrkesföreningar i Sverige varav nio utgör odontologiska specialiteter. 
Vid universitet brukar odontologin antingen ligga som egen fakultet eller som en institution under den medicinska fakulteten. I länder där vård av munhåla av tradition legat som en specialistutbildning för läkare (då tandläkare som profession ej existerat) kallas detta område oftast för stomatologi.

## Historia

### Tandvårdens begynnelse
Att laga och förädla tänder är en mycket gammal företeelse. Redan hos Cro Magnon-människan som levde för cirka 25 000 år sedan har man funnit skador på tänderna. Både de gamla egyptierna och sumererna brukade tandvård – och så sent som år 2006 fastslog den franska antropologen Roberto Macchiarelli (journalist hos den brittiska tidningen "Nature") att människan borrade i tänder redan för 9000 år sedan; baserat på undersökning av tänder/käkar funna i Pakistan. Macchiarelli fann nio skelett (daterade till 7000-5000 f.Kr.) på vilka sofistikerat tandarbete (borrhål på som mest 3,5 mm) kunde registreras.

### Tandvård i det gamla Egypten
Den grekiska historiken Herodotos berättar om den första namngivna tandläkaren som levde. Han hette Hesy-re och levde i Egypten cirka 2650 f.Kr. Det forna Egyptens tandvård innehöll dock en del element som inte används idag, magi och annan vidskepelse användes rikligt. Ptah var den egyptiska guden som tillskrevs makten över munnen - däri inkluderat mänskligt tal/läten. I Egypten återfinner vi även Ebers papyrus (cirka 1700-1500 f.Kr.) som berättar om olika tandsmärtor/skador och vilka metoder som rekommenderades för att mildra/bota dessa. 

### Tandvård i Sumer
Även om egyptierna var tidiga med sin kunskap om munhygien kommer det allra första, nedskrivna tecknet på tandvärk från Sumer, där man 5000 f.Kr. skriver om "tandmasken" som ansågs vara det som orsakade tandröta.

### Tandvård i Grekland och Rom
Den grekiska läkaren Asklepios (cirka 1300-1200 f.Kr.) tillskrivs ofta bedriften att vara den första som avlägsnade skadade/döda tänder från patientens mun.
En romersk medicinare vid namn Aulus Cornelius Celsus (100 f.Kr.) behandlade och forskade kring problem som blödande tandkött och dålig andedräkt, och arabiska medicinare poängterade vikten av att hålla tänderna rena – genom skrapning/borstning av dessa, och regelbundna munsköljningar.

### Tandvård i Medeltidens Europa
I medeltida Europa hade de rika tillgång till kringfarande tandläkare som gjorde hembesök. De fattiga fick däremot nöja sig med behandling på öppet torg, där tandläkarna utgjordes av amatörer som även erbjöd patienterna hårklippning med mera. Enligt Italienska källor från 1300-talet använde sig landets dåtida tandläkare sig av guld- och blyfyllningar. Den franska kirurgen Pierre Fauchard (1678-1761) som brukar kallas "den moderna tandvårdens fader" beskrev munnens anatomi, symptom, behandling och så vidare i flera böcker.

## Verksamhet
Tandvårdens roll är att utreda, behandla och förebygga skador och sjukdomar i de mjuka och hårda vävnaderna i munhålan, käkleder och tuggmuskler. Här ingår således diagnostik, som innefattar anamnes, klinisk undersökning och bedömning samt i många fall även röntgenologisk bedömning.
Behandlingsmetoderna innefattar operativa ingrepp, i form av rekonstruktion av en tand eller förlorade tänder, rekonstruktion av käkben, tandförflyttning, tandersättning i form av tandimplantat, eller rotfyllning av en tand som är inflammerad eller nekrotisk. Behandlingen innefattar även smärtlindring, som vid infektioner i tanden eller omgivande slemhinna, tandkött, benvävnad, muskler, nerver eller smärtlindring vid symtom på parafunktioner (tandpressning och tandgnissling).
Preventiv tandvård gäller tillstånd som diagnostiseras inom tandvården, som har en tydlig odontologisk orsak och som kan förhindras eller förbättras genom förebyggande åtgärder.
Även tillstånd som behandlas av hälso- och sjukvården manifesteras i munnen. Psykisk ohälsa och ätstörningar är tillstånd som kan skada tänderna genom frätning (erosion) eller nedslitning (abrasion), eller som kan orsaka smärta i käkleder och tuggmuskulatur. Slemhinneförändring eller lättblödande tandkött kan bero på underliggande sjukdomar, till exempel järnbrist, vitaminbrist, autoimmuna sjukdomar eller maligniteter.

## Metoder
Många av tandvårdens metoder har använts under lång tid, men metoderna och materialen har också utvecklats kontinuerligt. Inom bilddiagnostik används numera digital röntgen i stället för film och behandlingen av tillståndet karies har utvecklats till att vara mindre invasiv. Tandersättning och tandförflyttning med hjälp av benfixerade implantat är behandlingsmetoder som utvecklats under de senaste decennierna och blir allt vanligare som behandlingsalternativ.
Den behandling som utförs inom tandvården ska vara av god kvalitet och bygga på vetenskap och beprövad erfarenhet. Systematiska översikter som håller god metodologisk kvalitet kan ingå som vetenskapligt underlag för valet av behandlingsmetod.